# Ovezande
Ovezande ist ein Dorf innerhalb der Gemeinde Borsele in der niederländischen Provinz Zeeland. Das Dorf hat 1.220 Einwohner (Stand: 1. Januar 2024). Das Dorf liegt im südlichen Teil der Halbinsel Zuid-Beveland, dem sogenannten Zak van Zuid-Beveland. Das Wappen besteht aus einem schwarzen O über einem Fasan. Man vermutet, dass das Wappen den Ortsnamen repräsentiere, weil die niederländische Aussprache O-fazant schnell ausgesprochen wie Ovezande klingt.

## Geschichte
Ovezande wurde um 1300 auf einer von Salzwiesen umgebenen Insel gegründet. 1340 wurde die Insel über einen Deich mit einem Polder bei Oudelande verbunden. Dieser Deich war lange Zeit die einzige Verbindung zwischen Ovezande und dem restlichen Zuid-Beveland. Die Herkunft des Ortsnamens stammt daher, weil das Dorf früher nur bei Ebbe zugänglich war und die Menschen den Sand überqueren mussten.

## Sehenswürdigkeiten
- Sint Petrus en Paulus
- Getreidemühle De Blazekop

## Vereine
- Fußballverein DwO '15
- Tennisverein DwO '15
- Bogenschießverein Willem Tell

## Persönlichkeiten

### In Ovezande geboren
- Henri Wijnmalen (* 1889), Luftfahrtpionier
- Ernest Groosman (* 1917), Architekt
- Cees Rentmeester (* 1947), Radrennfahrer
- Cees Priem (* 1950), Radrennfahrer